# The Devil's Rejects
The Devil's Rejects is een Amerikaanse horrorfilm uit 2005 onder regie van Rob Zombie. De productie is een vervolg op House of 1000 Corpses, waar de hoofdpersonages eerder in voorkwamen. Een vervolg getiteld 3 from Hell kwam uit in 2019.

## Verhaal
Sheriff John Quincy Wydell (William Forsythe) en zijn assistenten omsingelen in 1978 het huis van de uit seriemoordenaars bestaande familie Firefly. Alleen Otis (Bill Moseley) en zijn zusje Baby (Sheri Moon Zombie) slagen erin om te ontkomen uit de hieruit voortvloeiende kogelregen. Ze schieten iedereen omver die ze tegenkomen en verschuilen zich in een afgelegen motel, waar ze wachten op haar vader, Kapitein Spaulding. Terwijl de lijken zich opstapelen, gaat sheriff Wydell frontaal in de aanval. Hij laat zich daarbij op zijn beurt ook niet beperken door wetten en regels.

## Rolverdeling
| Acteur                  | Personage                   | Opmerking          |
| ----------------------- | --------------------------- | ------------------ |
| Sid Haig                | Captain Spaulding           |                    |
| Bill Moseley            | Otis B. Driftwood           |                    |
| Sheri Moon Zombie       | Baby Firefly                |                    |
| Tyler Mane              | Rufus T. Firefly            |                    |
| William Forsythe        | Sheriff John Quincey Wydell |                    |
| Ken Foree               | Charlie Altamont            |                    |
| Matthew McGrory         | Tiny Firefly                |                    |
| Leslie Easterbrook      | Mother Firefly              |                    |
| Dave Sheridan           | Officer Ray Dobson          |                    |
| E.G. Daily              | Candy                       |                    |
| Michael Berryman        | Clevon                      |                    |
| Danny Trejo             | Rondo                       |                    |
| Diamond Dallas Page     | Billy Ray Snapper           |                    |
| Brian Posehn            | Jimmy                       |                    |
| Kate Norby              | Wendy Banjo                 |                    |
| Priscilla Barnes        | Gloria Sullivan             |                    |
| Lew Temple              | Adam Banjo                  |                    |
| Geoffrey Lewis          | Roy Sullivan                |                    |
| Tom Towles              | George Wydell               |                    |
| P.J. Soles              | Susan                       |                    |
| Deborah Van Valkenburgh | Casey                       |                    |
| Ginger Lynn Allen       | Fanny                       |                    |
| Mary Woronov            | Abbie                       |                    |
| Daniel Roebuck          | Morris Green                |                    |
| Steve Railsback         | Sheriff Ken Dwyer           | Niet op aftiteling |

## Prijzen
Bij de Fangoria Chainsaw Awards van 2006 won de film meerdere Chainsaw Awards:
- voor griezeligste film
- voor beste acteur: Sid Haig
- voor Relationship from Hell (helse liefdesverhouding): Bill Moseley en Sheri Moon Zombie